# Битка на Ножот
 Тази статия е за битката в Османската империя.  За вестника вижте Ножот (вестник).  
Битката на Ножот е най-голямото и кръвопролитно сражение, водено от четническия институт на Вътрешната македоно-одринска революционна организация за целия период на съществуването на Организацията след Илинденско-Преображенското въстание от 1903 година. Битката се разиграва около връх Ножот, близо до село Ракле, а снимките и разказите за битката се разнасят из целия свят.

## Прелюдия
След Илинденско-Преображенското въстание сръбската и гръцката въоръжена пропаганда в Македония се засилват. На Рилския конгрес на ВМОРО проведен през септември 1905 година се взима решение да им се даде решителен отпор. От средата на месец май 1907 година четата на Тане Николов обикаля Поречието и Азот, а от месец юни и 50 членната чета на Михаил Чаков и 30 членната костурска чета на Христо Цветков.
Към четата на Тане Николов се присъединява и прилепският околийски войвода и член на окръжния комитет Петър Ацев. Към тях се насочват и четите на Иван Наумов и прилепската районна чета начело с Мирчо Найденов. В региона се концентрират общо: малко над 150 четници, дошли в последните два месеца от България, около 45 четници от местните окръжни и районни чети чети, в по-голямата си част влезли предишната година в Турция и по решение на Организацията оставени за борба с чуждите пропаганди и почти 150 души селска милиция, вдигани поетапно от околните села. Основна цел на обединената чета под ръководството на Тане Николов е прочистване на селата в Бабуна планина от сърбомански шпиони и окончателното унищожаване на сръбската пропаганда. Сърбоманите от своя страна изпращат агенти в Битоля, Прилеп, Воден, Лерин, Тиквеш и Велес да предадат на турските власти нахождението на българските чети в село Никодин. След 10 юли турски войски се раздвижват в целия район.

## Подготовка
Сборът взима решение сборната чета да се раздели на няколко по-малки чети, които да заемат позиции около Никодин. Разпределението става по следния начин: едно отделение от 40 души заема позиция над самото село; друго отделение от 100 души, съставляващо главната част от четническите сили, се разполага на склона между село Никодин и село Попадия; трети отряд от 45 души, състоящ се от костурската чета (30 души) начело с Христо Цветков и четници от четите на Михаил Чаков, и Мирчо Найдов заема позиция на скалата Ножот над село Ракле; други две групи (от по 8 души) четници начело с местните войводи Секула Ораовдолски и Велко Попадийски се настаняват под връх Ясенова глава, като те трябва да охраняват пътя между село Никодин и село Владиловци; последната група състояща се от четите на Тане Николов и Петър Ацев заедно с милицията заема височината Попадийските чукари. На 13 юли войводите се събират на съвет и въпреки решението на прилепския градски окръжен комитет четите да се изтеглят, войводите отказват и се приготвят са отпор на турския аскер. Христо Попов от село Шестеово, оглавяващ костурската чета в отсъствието на Христо Цветков, Трендафил Думбалаков, самоотлъчил се юнкер от военното училище, Петко Койчев от Пирдоп, Найдо Арсов от село Папрадища и всички останали четници отказват да напуснат връх Ножот въпреки ненадеждността на позицията.

## Битката
Сутринта на 14 юли турски аскер се насочва към връх Ножот с цел да го обградят, друга група турски войски от изток открива огън по главното четническо командване. Четниците, намиращи се на Ножот, също откриват стрелба по идващия аскер. 18 четници се изкачват и заемат североизточния склон на самия връх. Тяхната позиция обаче не им позволява да виждат какво става на склона. Турските части започват да заемат позиции около самия връх и да го обкръжават. Войводата Мирчо Найденов отблъсква турска рота напредваща към склона Пещерата, като позицията на неговата чета става команден пункт на сборните чети под ръководството на Тане Николов. Към него се насочват турски войски от Тиквеш и Велес. Четата на Иван Наумов пресреща турците преди възвишението Ножот, като отделението на Тодор Дочев, Никола Булгуров, Благой Каратанасов отбива турски набег към връх Ясенова глава, където се защитават четниците пазещи пътя между селата Никодин и Владиловци. До обед турците обсаждат района, пристигат нови турски отряди начело на Енвер бей. Турска рота атакува останалите отцепени 18 младежи на североизточния склон, притиснати и от изток от аскер, всички падат убити. Турците превземат още един склон, което открива възможност за тилово нападение на Ножот. Група четниците се самоубиват с револверите си, а последните лягайки върху останалите няколко бомби. Четата на връх Ясенова глава отбива удари откъм село Смиловци и се изтегля. Четите на Михаил Чаков и Велко Апостолов – Попадийски се изтеглят по Попадийската река в посока село Подлес. С падането на нощта четите се изтеглят и турските войски загубят дирите им. В следващите няколко дни аскерът открива и убива няколко загубили се и ранени четници.

## Епилог
Общият брой на загиналите четници в района на връх Ножот е 67, като 27 от тях (40%) са родом от Княжество България и Одринско. 45 от тях загиват на самия връх, други 10 четници са убити в подножието на връх Ясенова глава, 6 души падат при изтеглянето от върха, 1 четник е застрелян на Мирчовата позиция, 4 четници са обградени в един плевник – двамата са застреляни, а другите двама (ранени от предния ден) са изгорени живи, един заловен четник е обесен след два дни във Велес.
След завземането на Ножот турците разсъбличат умрелите четници, но Енвер бей спира мародерството и нарежда почетен залп в чест на храбрите четници. Телата на четниците по негова заповед са погребани в близост до върха от местните селяни. Поради каменистата почва и липсата на пръст те са затрупани с камъни и дълго след това части от телата на героите са разнасяни из околността от диви животни и кучета.
Документалната фотография на жертвите историята дължи на жандармерийския реформаторски офицер, италианския капитан Луций, който заснема разсъблечените тела на ножовци и по-късно тази фотография попада в ръцете на прилепските граждани.
Известни са имената на всички участвали в сражението, както и на всички загинали четници. Съвременните историци от Северна Македония използват само имената на няколко, за да докажат „македонската“ същност на това събитие от следилинденския период на борбите. Основно се спрягат имената на няколко от загиналите четници с произход от македонските земи - това са т.нар. "Атанас" от село Шестеово, Костурско, чието истинско име всъщност е Христо, но северномакедонските историци все още не са го установили, на 17-годишния юнкер от Военното училище в София и брат на двама изтъкнати революционери Трендафил Думбалаков от село Сухо, Солунско, на 19-годишния Найдо Арсов от село Папрадища, Велешко и на 18-годишния Петко Койчев от Пирдоп. Както и на двама местни милиционери – Милан Петров - Топличанец от Топлица, Димко Йованов - Газдата от Прилеп.
По повод 100 години от славната битка през 2007 година се провежда честване в Северна Македония.